# Cassovall
Cassovall és un nucli de població del municipi de Montferrer i Castellbò, a l'Alt Urgell. A prop de Pallerols hi ha el poble de Cassovall, a uns 1.122 metres d'altitud, al mateix vessant de Roca Redona. Al segle xi hi havia un castell.
L'església de Sant Pere de Cassovall és sufragània de la de Pallerols. Hi havia 15 habitants el 1991, 31 el 1960 i 26 el 1970.